# تانر أولماز
تانر أولماز (بالتركية: Taner Ölmez)‏ ولد في تونجلي بـ9 أغسطس 1986، ممثل تركي اشتهر بدور الطبيب «علي وفاء» في مسلسل الطبيب المعجزة.

## حياته الشخصية
ولد تنار أولماز في مدينة تونجلي شرقي تركيا في 9 أغسطس 1986م، تخرج من القسم المسرحي بـجامعة إسطنبول، بدأ مسيرته المهنية كممثل عام 2009م.

## أعماله التلفزيونية
- البازار الكبير (2009)
- الرماد والنار (2009)
- ذهبيات إسطنبول (2011)
- المدينة الضائعة (2012)
- حقيقتي العارية (2013)
- تتار رمضان (2013)
- مد جزر (2013-2015)
- السلطانة قسم (2016)
- وجهاً لوجه (2017)
- الطبيب المعجزة (2019- )
- امرأة (2019 ضيف شرف)
- المحافظ (2020)
- العبقري (2024)

## روابط خارجية
- تانر أولماز على موقع IMDb (الإنجليزية)
- تانر أولماز على موقع روتن توميتوز (الإنجليزية)
- تانر أولماز على موقع قاعدة بيانات الأفلام العربية
- تانر أولماز على موقع ألو سيني (الفرنسية)
- تانر أولماز على موقع ديسكوغز (الإنجليزية)
- تانر أولماز على موقع قاعدة بيانات الفيلم (الإنجليزية)
- تانر أولماز على موقع كينوبويسك (الروسية)